# Stoelzle-Glasgruppe
Die Stoelzle Glasgruppe ist als Teil der CAG Holding von Cornelius Grupp ein familiengeführtes internationales Unternehmen mit sechs Produktionswerken in Europa, einem Produktionswerk in den USA und drei europäischen Dekorationsstandorten.
An den sieben Produktionsstandorten und in den Verkaufsbüros in Österreich, USA, Russland, Italien und Frankreich beschäftigt Stoelzle 3100 Mitarbeiter. Pro Jahr werden rund 3,4 Milliarden Verpackungsgläser gefertigt, weiters fertigt Stoelzle Verpackungsglas für die Bereiche Spirituosen, Kosmetik, Lebensmittel und andere. Die Abteilung Medical Laborglas stellt Laborbedarf, Instrumente und Verschlüsse her.

## Geschichte

### Stölzle
Um 1835 pachtete der aus dem Böhmerwald stammende Forstbeamte Carl Stölzle (1802–1865) im niederösterreichischen Waldviertel zwei Glashütten, eine in Joachimstal und eine in Schwarzau. Das Geld dazu bekam er von seiner Frau Amalia, Stieftochter von Nikolaus Johann van Beethoven.
Nach wenigen Jahren beschäftigte Stölzle bereits über 100 Arbeiter in seinen Glashütten, 1846 pachtete der Unternehmer die im Jahr 1725 erwähnte Niklashütte in Alt-Nagelberg von den Fürsten Pálffy. Im Jänner 1858 erwarb er den Produktionsstandort mitsamt dazugehöriger Herrschaftsbrauerei. Es folgten nach und nach weitere Betriebe in Neu-Nagelberg, Aalfang, Eugenia und Ludwigsthal in Niederösterreich sowie in benachbarten südböhmischen Suchenthal, Josefsthal und dem nordböhmischen Georgenthal. Schon früh wurden zudem für die Brennstoffversorgung notwendige Wälder erworben, so dass Holzhandel und Holzverarbeitung zu einem zweiten Standbein des Unternehmens wurden. Auch eine Maschinenfabrik in Chlumetz in Ostböhmen war Teil des Unternehmens.
Nach dem Tod Carl Stölzles im Jahr 1865 übernahmen seine vier Söhne den Betrieb und erweiterten das Unternehmen laufend. Es wurden Niederlagen im In- und Ausland gegründet, Hauptsitz des Unternehmens blieb jedoch Nagelberg. Durch den Bau der Franz–Josefs-Bahn konnten die vorher verkehrsmäßig etwas abseits gelegenen Betriebe besser an den Verkehr angeschlossen werden.
1898 wurde das Unternehmen von der Familie unter Mitwirkung der Creditanstalt in eine Aktiengesellschaft mit dem Namen C. Stölzle´s Söhne Actiengesellschaft für Glasfabrikation umgewandelt und besaß das k.k. Privileg. Damit die Werke in Nagelberg besser an das Bahnnetz angebunden werden konnten, initiierte das Unternehmen den Bau der Waldviertler Schmalspurbahn. Diese hatte einen vom Bahnhof Alt-Nagelberg aus einen direkten Gleisanschluss in die dortige Fabrik. Um 1900 beschäftigte Stölzle in seinen insgesamt 11 Fabriken in Böhmen und Niederösterreich rund 2.000 bis 3.000 Beschäftigte, darunter um die 1100 Facharbeiter, 1000 Tagwerker und 80 Verkäufer.

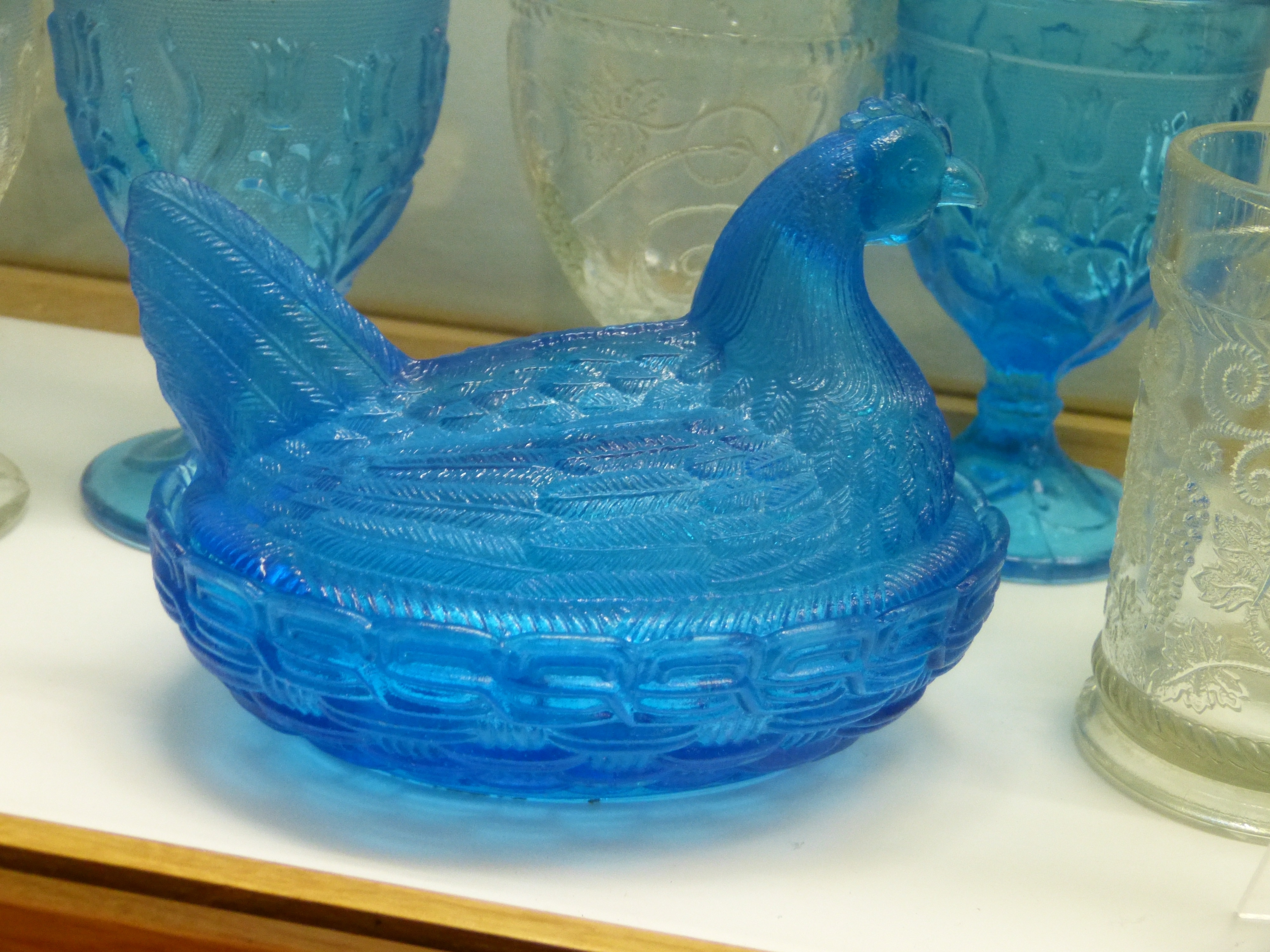
Stölzle-Pressglasschale (1860er Jahre)

Vor dem Ersten Weltkrieg besaß das Unternehmen auf dem Gebiet des heutigen Österreich Glasfabriken in Alt-Nagelberg und Neu-Nagelberg, dazu die dortige Brauerei und ein eigenes Sägewerk. Rund 1.000 Personen fanden dort Arbeit. Nach dem Zerfall der Donaumonarchie zerfiel auch der Stölzle-Firmenverbund, Kohlemangel zwang gegen Kriegsende zur zeitweisen fast gänzlichen Einstellung der Produktion. Die in Böhmen gelegenen Werke mussten in eine eigene, tschechoslowakische Aktiengesellschaft ausgegliedert werden. Diese stand weiterhin im Eigentum der Familie Stölzle.
In der Zwischenkriegszeit expandierten die österreichischen Stölzle-Betriebe weiter, es wurden u. a. ein Holzverarbeitungsbetrieb in Brühl bei Weitra und 1928 die 1871 gegründete Glasfabrik im steirischen Köflach erworben. Das Unternehmen geriet im Zuge der Weltwirtschaftskrise jedoch in Schwierigkeiten, so dass neben Köflach nur noch der Betrieb in Alt-Nagelberg und die Brauerei Neu-Nagelberg in Betrieb gehalten werden konnten. Der Mitarbeiterstand sank von 1.100 Personen im Jahr 1929 auf unter 600 Personen im Jahr 1934, im selben Jahr wurde die Aktiengesellschaft zur Gänze von der Creditanstalt übernommen.
1937/38 näherte man sich wieder der Marke von 1.000 Beschäftigten, Stölzle war nach wie vor Österreichs größtes Glasunternehmen. 1938 erfolgte die Umbenennung in Stölzle Glasindustrie AG. Während der Zeit des Nationalsozialismus wurden unter Firmenchef Rudolf Stölzle nicht nur die ausgegliederten tschechoslowakischen Werke zurück erworben, sondern auch das jüdische Unternehmen Glashüttenwerke vorm. J. Schreiber & Neffen mit Fabriken in Böhmen, Mähren, der Slowakei und Preußen durch die Stölzle AG arisiert. Im Werk Alt-Nagelberg wurden jüdische Zwangsarbeiter aus Ungarn eingesetzt, darunter auch Kinder. Nach dem Zweiten Weltkrieg mussten die drei Glasfabriken in der damaligen ČSSR wieder ausgegliedert werden, die Niederlassungen in Prag und Budapest gingen ebenso verloren.
Bereits in den ersten Nachkriegsjahren setzte die Nachfrage nach Glasprodukten wieder verstärkt ein, so dass 1949 mit 1.800 Beschäftigten mehr Mitarbeiter als jemals zuvor bei der Stölzle AG angestellt waren. Das Unternehmen expandierte in den Folgejahren wieder stark und beteiligte sich an mehreren Unternehmen. 1949 gründete Stölzle eine eigene Formen- und Maschinenfabrik in Gradenberg bei Köflach. Produktionsstandorte in Wien und Ramingdorf wurden gegründet, die Brauerei Neu-Nagelberg im Jahr 1950 hingegen geschlossen. Unter Führung des Eigentümers Creditanstalt kam es zu einer Konzentration der österreichischen Glasproduktion, 1967 wurde die Grazer Glasfabrik AG mit 400 Mitarbeitern von Stölzle übernommen. In Folge der ersten Nachkriegsrezession Mitte der 1970er Jahre sank der Mitarbeiterstand von über 2.200 auf lediglich 1.600 Beschäftigte.

### Oberglas
Am 15. Juni 1805 gründeten Michael Speng und Karl Smola die Glashütte Oberdorf im weststeirischen Bärnbach. Im Jahr 1848 wurde die Glashütte Oberdorf zur k.u.k. privilegierten Glashütte, also ein Unternehmen von nationalem Interesse. Dennoch war deren Umfang eher gering, in den 1850er Jahren waren lediglich rund 40 Personen im Betrieb beschäftigt. Seit 1810 waren der Glashütte umfangreiche Kohlenlager angeschlossen, die vermutlich der Hauptgrund für das Interesse am Unternehmen und dessen zahlreiche Besitzerwechsel waren. Eine der Eigentümer war die Graz-Köflacher Eisenbahn- und Bergbaugesellschaft. 1886 erwarb der mährische Glasindustrielle Alois Scholz das Unternehmen und baute es aus, so dass 1914 rund 300 Arbeiter beschäftigt werden konnten.
Die Glashütte im benachbarten Voitsberg entwickelte sich günstiger, die 1862/63 erbaut wurde und 1873 bereits 220 Mitarbeiter beschäftigte. Seit 1876 befand sie sich im Besitz des böhmisch-mährischen Glasunternehmens S. Reich & Comp. und zählte 1914 rund 500 Mitarbeiter.
1939 wurden die beiden Unternehmen nach mehreren Besitzwechseln von den Eigentümerfamilien schließlich im Zuge der Gründung der Glasfabriken Oberdorf-Voitsberg Adolf Körbitz fusioniert, seit 1954 firmierte das Unternehmen unter der Kurform Oberglas. Ab 1964 wurde eine engere Verbindung mit der Stölzle AG eingegangen, 1974 ein Höchststand an 1.600 Mitarbeitern erreicht.

### Stölzle-Oberglas

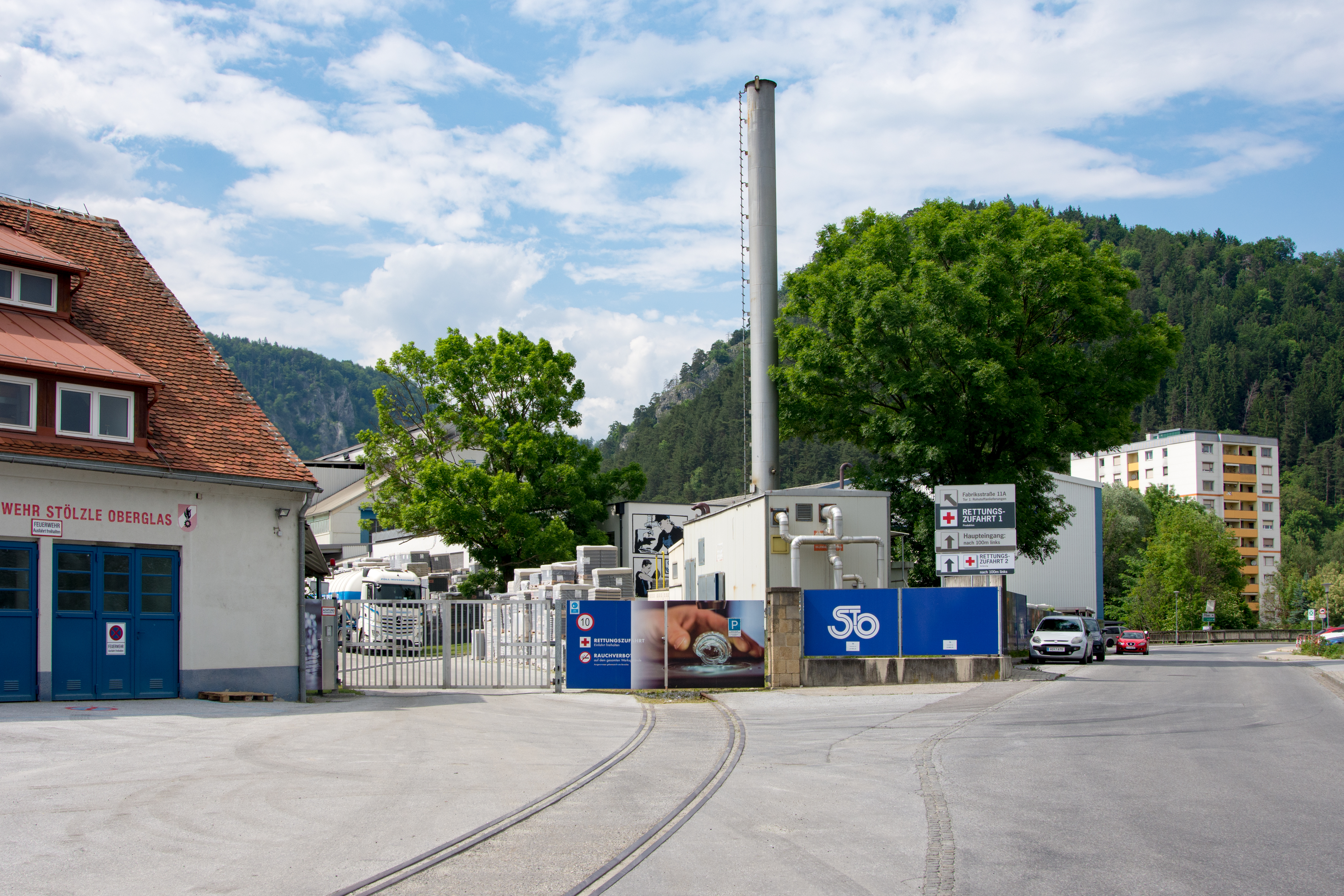
Fabrik in Köflach

1978 fusionierten die beiden Traditionsunternehmen unter Führung der Creditanstalt zur Stölzle-Oberglas AG später AG & Co. KG, seit 2002 GmbH. Zwei Drittel des Aktienkapitals befand sich im Besitz der Bank. Durch die Fusion stieg der Mitarbeiterstand des Unternehmens auf über 3.000 Beschäftigte an. Einschließlich der Tochtergesellschaften kontrollierte dieses Unternehmen nun rund 40 % der österreichischen Glasproduktion.
In Pöchlarn in Folge der Fusion wurde eine neue Glasfabrik gebaut, der Stölzle-Standort in Wien dagegen aufgelassen. Stölzle-Oberglas besaß zu dieser Zeit sieben Produktionsstätten in Alt-Nagelberg, Pöchlarn, Wien, Köflach, Bärnbach-Oberdorf, Voitsberg und Graz. Letzter Standort wurde 1980 geschlossen.
Das Unternehmen hatte in den 1980er Jahren mit Umsatzrückgang zu kämpfen und schlitterte in die Insolvenz. 1987 übernahm daher die CAG-Gruppe Stölzle-Oberglas, die zu 100 Prozent im Eigentum von Cornelius Alexander Grupp steht.
1988 fand die Steirische Landesausstellung „Glas und Kohle“ zum ersten Mal in Bärnbach statt. Das neu erbaute Stoelzle-Glas-Center beherbergt seitdem Jahresausstellungen zum Thema Glas und ist unter anderem Ziel von Exkursionen zahlreicher Schulklassen.

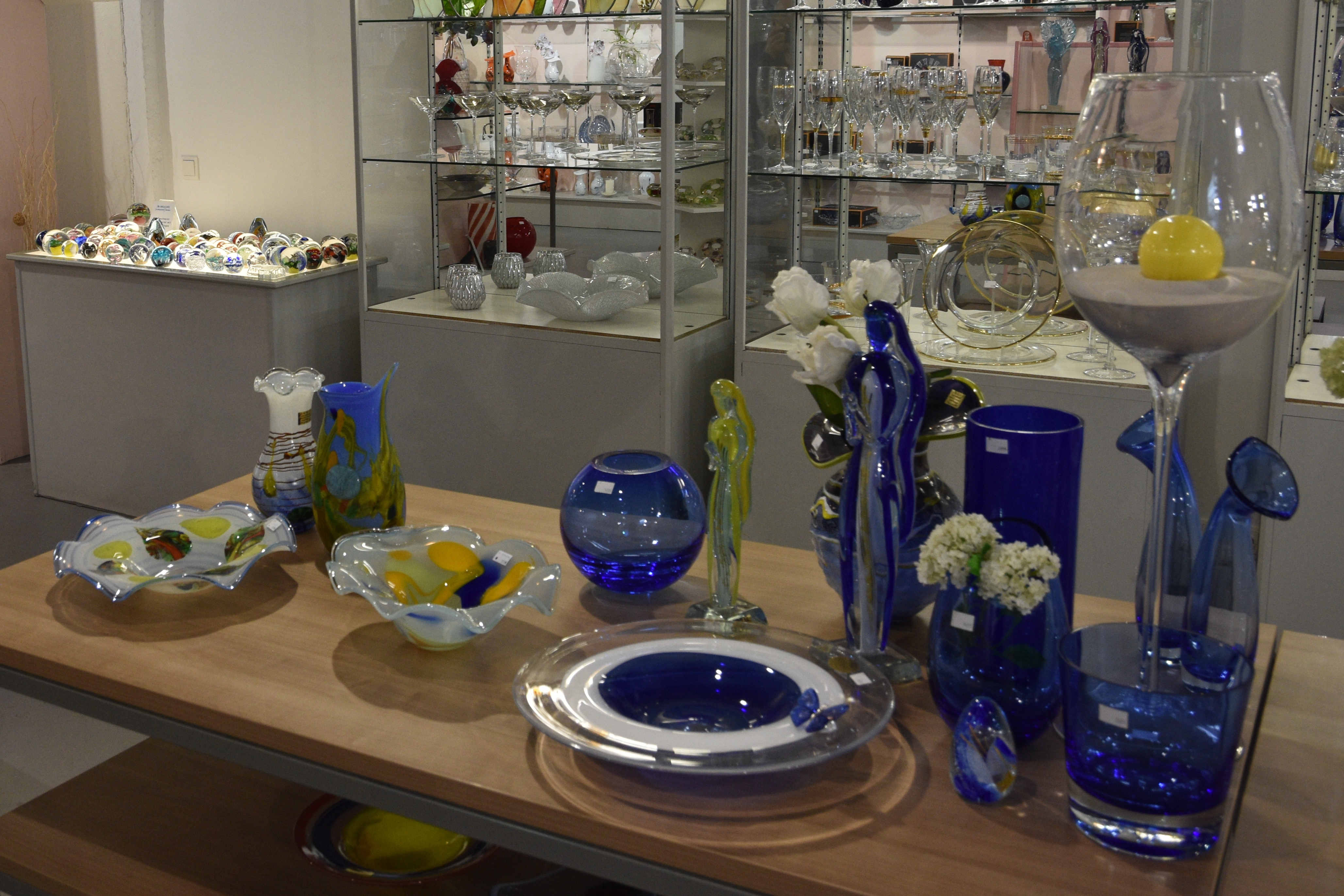
Produkte im Glasmuseum Bärnbach

1989 wurde gemeinsam mit dem Schweizer Glasverpackungshersteller Vetropack, der 1986 das Glaswerk Pöchlarn in Niederösterreich von Stoelzle übernommen hatte, die Austria Glas Recycling GmbH‘ gegründet. Mit dieser Kooperation ist die Stoelzle Glasgruppe auch für das gesamte Verpackungsglas-Recycling in Österreich mitverantwortlich. Das getrennte Verpackungsglas wird dabei fast vollständig in Österreich recycelt. Bedarfs- und qualitätsbedingte Restmengen zur Verwertung werden in die Nachbarländer Italien, Deutschland und Tschechien exportiert.
1996 wurde der privatisierte und mittlerweile insolvente Nachfolger des ehemals größten Glasproduzenten der DDR, des Volkseigenen Kombinates Lausitzer Glas in Weißwasser, übernommen, er firmiert seitdem unter Stölzle Lausitz und produziert mit über 400 Mitarbeitern qualitativ hochwertige Trinkgläser.
Nach dem Kauf der tschechischen Glashütte Heřmanova Huť (Stoelzle Union s.r.o) 1992 wurden im Jahr 1994 die Glasfabrik in Knottingley, Großbritannien (Stoelzle Flaconnage Ltd.) und 2001 die Glasfabrik in Częstochowa, Polen, (Stoelzle Częstochowa Sp. z o.o.) in das Unternehmen eingegliedert.

#### Seit 2000
2000 wurde die Stölzle-Oberglas AG in Stölzle-Oberglas AG & Co KG, 2005 in Stölzle-Oberglas GmbH und 2020 schließlich in Stoelzle Oberglas GmbH umfirmiert. 2001 war das Unternehmen just in der Weihnachtszeit erneut insolvent. 2004 wurde der traditionsreiche Standort in Alt-Nagelberg geschlossen, das Unternehmen zog sich damit von seinem Gründungsort zurück.

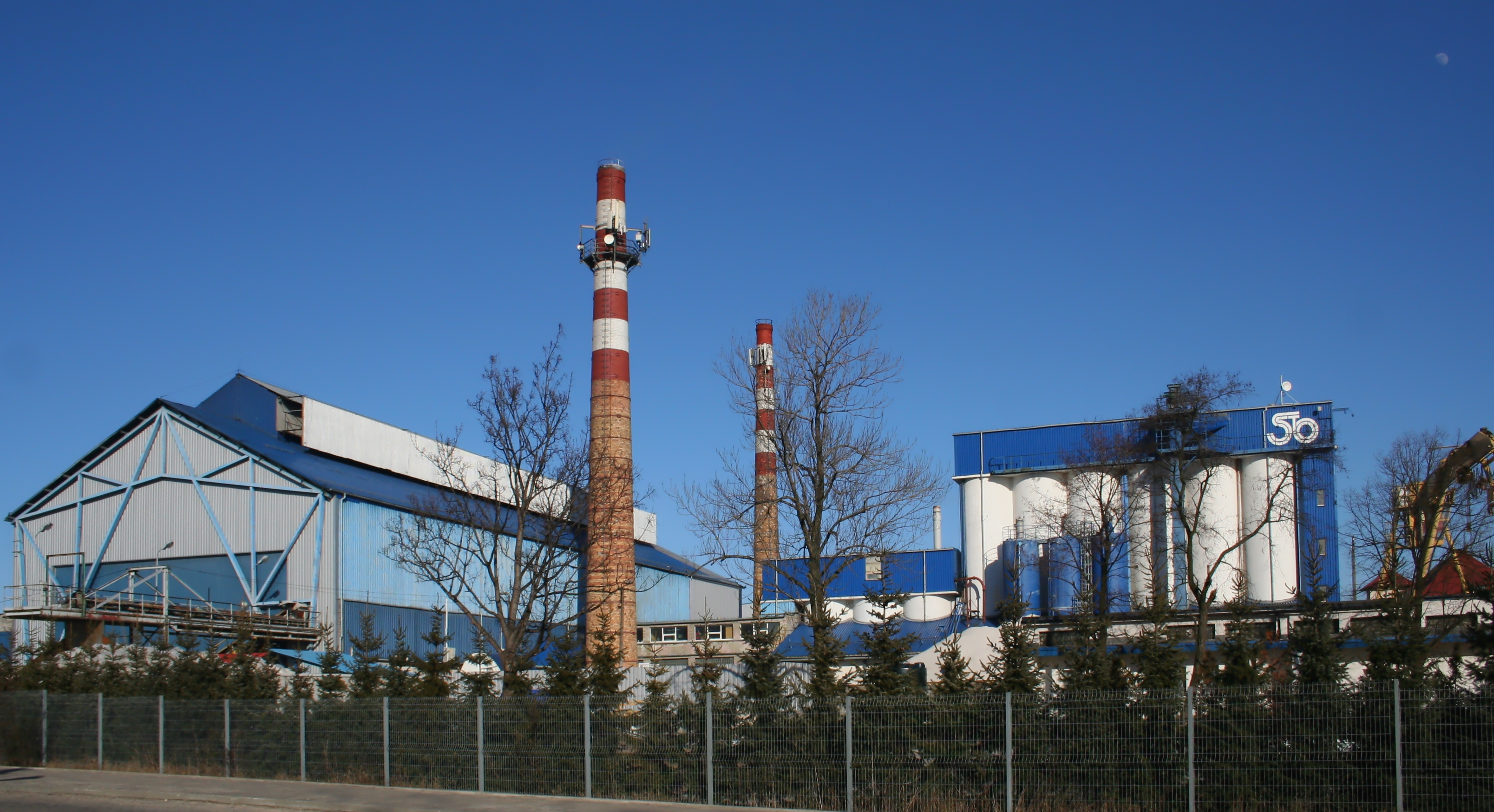
Werk in Częstochowa (2012)

Am 24. Dezember 2009 wurde die Stoelzle Union in Tschechien durch einen Brand fast vollständig zerstört. Binnen lediglich sieben Monaten wurde das Werk wieder aufgebaut und 2010 als Flaggschiff für die Herstellung von pharmazeutischen Gläsern in der Stoelzle Glasgruppe neu präsentiert. Fast zeitgleich wurde Stoelzle Flaconnage einem Facelifting unterzogen. Das Werk erhielt ein neues Kundencenter, die Produktions- und Dekorationsmöglichkeiten wurden ausgebaut. Weiterhin wurden in dieser Zeit die Verkaufsgesellschaften Stoelzle Glass USA Inc mit Sitz in New York, Stolzle France SAS in Paris und Stoelzle Glass LLC in Moskau gegründet.
2011 wurde eine zweite Weißglaswanne bei Stoelzle Częstochowa gebaut und damit die Produktionskapazität erweitert. Die Mundblashütte Oberglas Bärnbach GmbH wurde in eine Schauglashütte umgewandelt. Die Mitarbeiter wurden zum Großteil vom Werk in Köflach übernommen.
2012 kam es zur Gründung der Stoelzle Galerie als Kunst- und Kulturzentrum in der Weststeiermark in den ehemaligen Räumlichkeiten der Mundblashütte. Das Stoelzle-Glas-Center zeigt in der Schauglashütte in Zusammenarbeit mit dem Verein steirisches Glaskunstzentrum die traditionelle Fertigung von mundgeblasenem Glas.
2014 erweiterte das Unternehmen seinen Maschinenpark um einen 3D-Drucker, den das Unternehmen im Rapid-Prototyping zur Fertigung transluzenter Plexiglasprodukte einsetzt.
2015 wurde mit Stoelzle Wymiarki Sp. z o.o. ein weiteres Werk in Polen für die Produktion von Laternen, Kerzengläser und Tableware in die Gruppe eingegliedert.
2016 wurde die Produktionskapazität der Glasfabrik im britischen Knottingley durch Bau einer weiteren Weißglaswanne erweitert.
Im April 2018 wurde in der Zentrale Köflach ein Ausbildungszentrum eröffnet und in Kooperation mit der Vetropack-Gruppe der neue Lehrberuf „Glasverfahrenstechniker“ geschaffen.
2019 wurde die Benennung aller Stoelzle-Niederlassungen vereinheitlicht und die Schreibweise „oe“ anstelle von „ö“ eingeführt.
2020 wurde am Standort Stoelzle Masnières Parfumerie SAS die Weißglaswanne erneuert. Der französische Produktionsstandort, der nach eigener Darstellung als Hersteller von exklusiven Parfümflakons und Kosmetikgläsern bekannt ist, erweiterte Produktionskapazität um eine 5. Linie und fertigt nun auch Premium-Spirituosenflaschen.
Im März 2021 expandierte die Stoelzle Glasgruppe erneut mit der US-amerikanischen Produktionsstätte Stoelzle Glass USA INC in Monaca, Pennsylvania.

## Standorte der Stoelzle Glasgruppe
- Stoelzle Oberglas GmbH, Köflach, Österreich
- Stoelzle Flaconnage Ltd., Knottingley, England
- Stoelzle Masnières Parfumerie SAS, Masnières, Frankreich
- Stoelzle Union s.r.o, Heřmanova Huť, Tschechien
- Stoelzle Częstochowa Sp. z o.o., Częstochowa, Polen
- Stoelzle Wymiarki Sp. z o.o., Wymiarki, Polen
- Stoelzle Glass USA, Inc., Monaca, USA

## Leiter
- Otto Mayer, 1988–2000[16]
- Ullrich Metzler 2000–2002
- Georg Feith, 2018–2023